# Chaetodon speculum
Chaetodon speculum là một loài cá biển thuộc chi Cá bướm (phân chi Tetrachaetodon) trong họ Cá bướm. Loài này được mô tả lần đầu tiên vào năm 1831.

## Từ nguyên
Danh từ định danh speculum trong tiếng Hy Lạp cổ đại mang nghĩa là "cái gương", một cái tên do Kuhl & van Hasselt đặt cho loài cá này nhưng không rõ hàm ý là gì.

## Phạm vi phân bố và môi trường sống
Từ bờ tây đảo Sumatra (Indonesia) và đảo Giáng Sinh (Úc), C. speculum được phân bố trải dài về phía đông đến Fiji và Tonga, xa về phía nam đến hai bờ tây-đông Úc (gồm cả đảo Lord Howe), ngược lên phía bắc đến vùng biển phía nam Nhật Bản (gồm cả quần đảo Ogasawara). Phạm vi phía bắc của C. speculum đã mở rộng đến phía đông nam Hàn Quốc, khi một cá thể chưa lớn của loài này được thu thập ngoài khơi thành phố Pohang.
Ở Việt Nam, C. speculum được ghi nhận tại hòn Mê (Thanh Hóa); cồn Cỏ (Quảng Trị); cù lao Chàm (Quảng Nam), đảo Lý Sơn (Quảng Ngãi) và quần đảo Hoàng Sa; Phú Yên; vịnh Vân Phong và vịnh Nha Trang (Khánh Hòa); Ninh Thuận; cù lao Câu và một số đảo đá ngoài khơi Bình Thuận; cũng như tại Côn Đảo và quần đảo Trường Sa.
C. speculum sống tập trung ở những khu vực mà san hô phát triển phong phú trên rạn viền bờ hay trong đầm phá, độ sâu đến ít nhất là 30 m.

## Mô tả

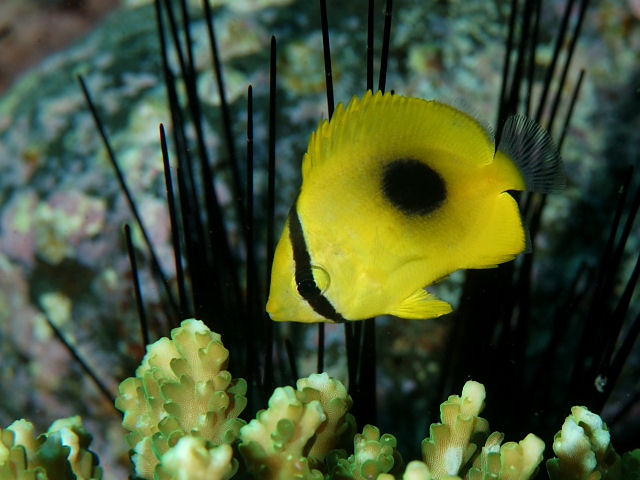
Cá con

C. speculum có chiều dài cơ thể lớn nhất được ghi nhận là 18 cm. Loài này có màu vàng tổng thể với một vệt đen hình bầu dục rất lớn ngay giữa thân trên. Vây ngực trong suốt, các vây còn lại có màu vàng, riêng vây đuôi có rìa sau trong suốt. Đầu có một sọc đen từ gáy băng dọc qua mắt.
Số gai ở vây lưng: 14; Số tia vây ở vây lưng: 17–18; Số gai ở vây hậu môn: 3; Số tia vây ở vây hậu môn: 15–16; Số tia vây ở vây ngực: 13–15; Số gai ở vây bụng: 1; Số tia vây ở vây bụng: 5; Số vảy đường bên: 37–42.

## Phân loại học
C. speculum dễ dàng nhận ra bởi đốm đen lớn đặc trưng và màu vàng bao phủ toàn thân. Chaetodon zanzibarensis, một loài chị em giống hệt với C. speculum về kiểu hình nhưng kích thước đốm đen lại nhỏ hơn đáng kể và được phân bố ở Tây Ấn Độ Dương. Cả hai hợp thành nhóm chị em với Chaetodon bennetti (có viền xanh bao quanh đốm đen và hai sọc xanh tương tự trên thân), Chaetodon plebeius và Chaetodon andamanensis (hai loài sau có các sọc ngang trên thân).

## Sinh thái học
C. speculum là loài ăn tạp, thức ăn của chúng bao gồm một số loài thủy sinh không xương sống và có cả san hô (nhưng không quá phụ thuộc vào nguồn thức ăn này). C. speculum nhìn chung ưa ăn san hô cứng (như Acropora và Montipora, nhưng lại không thích Pocillopora) và có xu hướng tránh xa san hô mềm.
C. speculum thường kết đôi với nhau, nhưng cũng có thể sống đơn độc.

## Thương mại
C. speculum ít được xuất khẩu trong ngành thương mại cá cảnh.